# Rytířská stezka
Rytířská stezka (celým názvem Naučná rytířská stezka Velká Čantoryje) je 10,5 km dlouhá naučná stezka k vrcholu Velké Čantoryje s rozhlednou, stezka začíná i končí v Nýdku (na náměstí) v Moravskoslezském kraji. U vrcholu Velké Čantoryje vede  česko-polskou státní hranici s hraničním přechodem Velká Čantoryje / Wielka Czantoria.
Název je odvozen od místní legendy, která praví, že "v nitru hory Velké Čantoryje je ukryto celé vojsko spících rytířů i s koňmi, připraveno pomoci zdejšímu kraji v případě ohrožení."

## Česká trasa

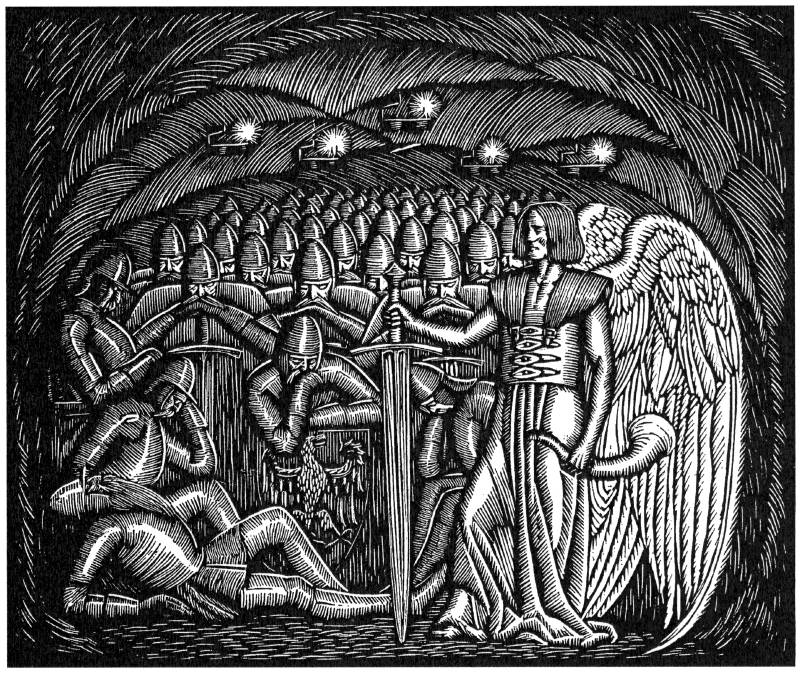
Legenda o spících rytířích

Naučná stezka začíná v Nýdku na náměstí u první informační tabule s mapou stezky, pokračuje po trase shodné s červenou turistickou značkou ke studánce s horským pramenem a k lesnímu kostelu Zakámen (památníku Jiřího Třanovského). Dále vede k Národní přírodní rezervaci Čantoria a po trase žluté značky k turistické chatě na Čantoryji. Odtud po státní hranici až na samotný vrchol Velké Čantoryje s rozhlednou. Zpáteční cesta vede lesní pěšinou zachovalým původním bukovým lesem kolem pamětního kříže vojína Klementa Šťastného ke studánce, odkud je trasa stezky shodná a naučný okruh se uzavírá.

## Polská trasa
Polská varianta stezky začíná výjezdem lanovkou z Ustroně Polany na Polanu Stokłosica (televizní vysílač Czantoria), pak k česko-polské státní hranici a vrcholu Velké Čantoryje, kolem turistické chaty na Čantoryji k lanové dráze Poniwiec Malá Čantoryje a zpátky do Ustroně. Polským návštěvníkům se nabízí i možnost projít si český okruh se zajímavými místy, kolem křížku Klementa Šťastného ke studánce a zpátky na turistickou chatu na Čantoryji k původní trase.

## Přístup
- Autem → ze silnice E75 směr Český Těšín > Třinec > Jablunkov > Mosty u Jablunkova, odbočka v Bystřici nad Olší směr Nýdek. V centru obce Nýdek (na náměstí) je parkoviště a také počátek naučné stezky.
- Vlakem, autobusem → z železniční stanice Bystřice nad Olší autobusovou linkou do Nýdku.